# Kõmmusselja
Kõmmusselja (Duits: Kemuselja) is een plaats in de Estlandse gemeente Hiiumaa, provincie Hiiumaa. De plaats heeft de status van dorp (Estisch: küla).
Kõmmusselja lag tot in oktober 2017 in de gemeente Emmaste. In die maand ging de gemeente op in de fusiegemeente Hiiumaa.

## Bevolking
De ontwikkeling van het aantal inwoners blijkt uit het volgende staatje:
| Jaar            | 2000 | 2011 | 2017 | 2019 | 2021 |
| --------------- | ---- | ---- | ---- | ---- | ---- |
| Aantal inwoners | 13   | 7    | 11   | 10   | 10   |

## Ligging
Kõmmusselja ligt in het zuidwestelijk deel van het eiland Hiiumaa. De Tugimaantee 83, de secundaire weg van Suuremõisa via Käina naar Emmaste, loopt langs de oostgrens van het dorp.
Een deel van het dorp valt onder het natuurreservaat Tilga looduskaitseala (99,9 ha).

## Geschiedenis
Kõmmusselja heette achtereenvolgens Kemmeßelle Hans (1684), Germonsellie (1687), Commosellia (1688), Köme Selja Widas (1732), Kummoselja (1744), Kömaselja (1755) en Kömmeselja (1795). Het dorp lag eerst op het landgoed van Großenhof (Suuremõisa) en na 1796 op dat van Emmast (Emmaste).
Tussen 1977 en 1997 viel Kõmmusselja onder het buurdorp Prassi.